# تيلكومسيل (تيمور الشرقية)
تيلكومسيل (بالإنجليزية: Telkomcel)‏ هي خدمة اتصالات نقالة تقع في تيمور الشرقية، وهي مملوكة من قبل شركة تليكومونيكاسي إندونيسيا الدولية. تأسست الشركة في 17 سبتمبر 2012. وهي تعمل في ثلاثة مجالات رئيسية: خدمات الهاتف النقال، حلول الشركات والخدمات الدولية.
ومنذ إطلاقها رسمياً في 17 يناير 2013، استقطبت تيلكومسيل أكثر من 60,000 مشترك في خدمة الهاتف النقال وتوفر تغطية متنقلة تصل إلى 95٪ من تيمور الشرقية.
في 24 يونيو 2013، انضمت تيلكومسيل إلى حلف برايدج، وهو تحالف آسيوي، أسترالي، أفريقي من مشغلي شبكات الهاتف النقال.

## وصلات خارجية
- الموقع الرسمي